# Mordovija
Mordovija ili Mordvinija (erzjanski, mokšanski, ruski jezik: Мордовия) je republika u Ruskoj Federaciji smještana u porječju rijeka Volge i Vjatke.